# Bibeltexte zur Homosexualität
Bibeltexte zur Homosexualität sind Texte der Bibel, die sich auf homosexuelle Handlungen beziehen. Im Judentum und im Christentum sind solche Texte wesentlich für die Beziehung zwischen Homosexualität und Religion. Für beide Religionen sind Aussagen des Gesetzes Mose grundlegend. Dort wird den angesprochenen Männern verboten, „bei einem Mann [zu] liegen wie bei einer Frau“ (Levitikus 18,22, ähnlich Lev 20,13). Im Christentum sind außerdem drei Stellen der Paulusbriefe (1 Kor 6,9; Röm 1,26f.; 1 Tim 1,10) wichtig, worin ebenfalls vor homosexuellem Handeln gewarnt wird. Bei weiteren Bibelstellen, etwa beim Begriff „Unzucht“, ist es nicht klar, inwieweit homosexuelles Verhalten mit einbezogen ist.

## Haltung im gegenwärtigen Judentum und Christentum
Da lesbische Sexualität im Tanach nicht vorkommt, wurde diese im Judentum nicht thematisiert oder nur vage mitverboten.
Im 20. Jahrhundert, insbesondere angestoßen durch die Lesben- und Schwulenbewegung seit den 1970er Jahren, wird die biblische Exegese dieser Texte diskutiert. Orthodoxe Juden, evangelikale Christen, die römisch-katholische Kirche und orthodoxe Kirchen entnehmen daraus meist ein unbedingtes, weiterhin gültiges Verbot praktizierter, vor allem männlicher Homosexualität. Historisch-kritische Ausleger sind dagegen der Ansicht, dass die Bibel Homosexualität als individuelles Identitätsmerkmal, festgelegte Konstitution oder Orientierung nicht kenne und homosexuelle Handlungen vermutlich nur als Teil von Fremdkulten, als Vergewaltigung, Prostitution oder als außereheliche Promiskuität verbiete. Das Ergebnis, der Bibel keine generelle Ablehnung der Homosexualität zu entnehmen, kann aber auch dadurch erreicht werden, dass der betreffenden biblischen Warnung abgesprochen wird, „Wort Gottes“ zu sein. Die Feministin Luise Schottroff sagt in Bezug auf 1 Kor 6,9 („… gleichgeschlechtliche Beziehungen zwischen Männern generell“), „dass dieser Text heute nicht mehr Wort Gottes sein kann“. Eine z. B. auf „Lustknaben“ einschränkende Auslegung der betreffenden Stelle lehnt sie ab, weil der Wortlaut dafür keinen Anhaltspunkt liefert. Auf solchen unterschiedlichen Wegen wird bestritten, dass die vor Homosexualität warnenden Texte für die heutige Sexualethik herangezogen werden können.

## Auflistung relevanter Bibelstellen
Beim Thema Homosexualität ist schon die Auswahl von Bibelstellen umstritten, nicht erst deren Auslegung. Einige Bibelstellen beziehen sich eindeutig auf homosexuelle Handlungen; bei jedem Einzeltext gibt es Diskussionen über ihre Relevanz für die Gegenwart.
Folgende Bibelstellen spielen in der Diskussion eine wichtige Rolle:
| Tanach / Altes Testament (AT) | Textgattung         | Inhalt |
| ----------------------------- | ------------------- | --- |
| Gen 1,27 / 2,18.22–24         | Schöpfungserzählung | Gott schuf den Menschen als Mann und Frau, damit sie sich zu einem Paar vereinen und Partner füreinander sind |
| Lev 18,22                     | Rechtssatz          | Verbot des Geschlechtsverkehrs zwischen Männern                                                               |
| Lev 20,13                     | Rechtssatz          | Todesstrafe für Geschlechtsverkehr zwischen Männern                                                           |
| Gen 19,5                      | Erzählung           | Männergruppe möchte zwei männliche Gäste vergewaltigen                                                        |
| Neues Testament (NT)          |                     | |
| 1 Kor 6,9                     | Lasterkatalog       | Geschlechtsverkehr zwischen Männern schließt vom Reich Gottes aus                                             |
| Röm 1,24–27                   | Gerichtsrede        | Homosexueller Verkehr ist Folge der Abwendung von Gott                                                        |
| 1 Tim 1,10                    | Lasterkatalog       | Geschlechtsverkehr zwischen Männern als Ungehorsam Gott gegenüber                                             |

Bei weiteren Bibelstellen ist umstritten, ob sie Homosexualität mitbetreffen:
| Dtn 23,18    | Rechtssatz     | Verbot des Verkehrs mit Prostituierten in Israel                                                    |
| Ri 19,22–25  | Erzählung      | Männergruppe verlangt Vergewaltigung eines Mannes und vergewaltigt dann dessen Nebenfrau            |
| Mk 7,21      | Tora-Auslegung | Unzucht entsteht aus bösen Gedanken                                                                 |
| Mk 10,6–9    | Tora-Auslegung | am Anfang schuf Gott den Menschen als Mann und Frau; sie werden eins und sollen sich nicht scheiden |
| Jud 7        | Mahnrede       | Sodom trieb Unzucht                                                                                 |
| 2 Petr 2,6–8 | Mahnrede       | Ausschweifung in Sodom                                                                              |

Bei einigen Stellen im AT und NT werden homoerotische Konnotationen erwogen:
| Rut 1,16–17 | Bundesvertrag   | Beistandszusage zweier verschwägerter und verwitweter Frauen      |
| 2 Sam 1,26  | Totenklage      | Trauer nach Verlust eines geliebten Freundes                      |
| Mt 8,5–13   | Heilungswunder  | Heilung des Sklaven eines Römers                                  |
| Joh 13,23   | Passionsbericht | Der Jünger, „den Jesus liebte“, lag beim Abendmahl Jesu neben ihm |

## Tanach / Altes Testament

### Grundlegende Gebote in Levitikus

#### Zum Wortlaut der Gebote
Im Buch Levitikus (= 3 Mose) stehen jene beiden Gebote, welche im Judentum und im Neuen Testament stark nachwirkten:
Lev 18,22: „Du sollst nicht bei einem Mann liegen wie bei einer Frau; es ist ein Gräuel.“
Lev 20,13: „Wenn jemand bei einem Manne liegt wie bei einer Frau, so haben sie getan, was ein Gräuel ist, und sollen beide des Todes sterben; Blutschuld lastet auf ihnen.“
Hier werden sexuelle Beziehungen zwischen Männern scharf verurteilt. Viele Gebote in der Tora sind mit einer Todesdrohung verbunden; ob diese „als Anweisung an die Justiz oder Anspielung auf eine Drohung Gottes gemeint war, ist umstritten“. Lev 18 führt verbotene sexuelle Tatbestände auf, die Vers 29 summarisch als todeswürdige Vergehen beurteilt. Lev 20 bedroht viele dieser Tatbestände jeweils mit einer bestimmten Strafe, oft der Todesstrafe. Strafzweck war der Ausschluss der Täter aus dem Gottesvolk.
Beide Rechtssätze stehen im Heiligkeitsgesetz (Lev 17–26). Dieses zielt auf die umfassende „Heiligung“ der erwählten Israeliten als Antwort auf die Heiligkeit JHWHs (Lev 20,26). Die meisten Alttestamentler datieren dieses Rechtskorpus auf die Zeit des babylonischen Exils im 6. Jh. v. Chr.; danach wurde dieses Heiligkeitsgesetz um Gebote für Priester (Lev 1–16) sowie kultische und ethische Gebote für alle Israeliten ergänzt, die auf die „Reinheit“ des Gottesvolks zielten. Die Kapitel 18–20 bilden eine an männliche „Laien“ adressierte Sinneinheit, das in der Mitte auch das Gebot der Nächstenliebe (Lev 19,18f.) enthielt.
Die Verbotssätze lauten auf Hebräisch wörtlich: „Nicht soll liegen, was männlich ist, wie Liegende bei einer Frau“ oder „Und mit einem Männlichen sollst du nicht liegen das Liegen / die Beilager einer Frau“. Der Talmud-Traktat Sanhedrin 54a führte dazu aus: Da „Liegen bei einer Frau“ in der Bibel den Geschlechtsverkehr eines Mannes mit einer Frau bezeichne, meine der Plural „Liegende“ den vaginalen und den analen Verkehr. Analog dazu sei Männern die anale Penetration und die anale Rezeption verboten. Lev 18,22 rede den penetrierenden Mann an („Du …“), aber nach Lev 20,13 sei auch der penetrierte Sexualpartner todeswürdig. Traktat Yevamot 83b ergänzt, auch jeder vaginale oder anale Verkehr mit einem Androgyn sei verboten, weil dieser als Mann zu definieren sei. Andere Formen von Homosexualität wurden weder erörtert noch verboten. Neuere philologische Untersuchungen haben bestätigt, dass das hebräische Verb šakab („liegen mit…“, „bei … schlafen“) zusammen mit dem Subjekt zakar („Mann, Männliches“) im Tanach eindeutig „kopulieren“ mit einer Frau meint. Daher verbiete die Wendung „wie das Liegen bei / das Beilager einer Frau“ in Lev 18,22 dem penetrierenden, in Lev 20,13 auch dem penetrierten Mann den Analverkehr. Eine Vergewaltigung sei hier nicht gemeint; homoerotische Handlungen würden nicht verboten. Viele christliche Exegeten folgten dieser Exegese.
Der Ausdruck „Gräuel“ (toebah) erscheint in Lev 18,22 direkt nach dem Verbot von Menschenopfern für den Götzen Moloch, die im Tanach als schlimmster Gräuel fremder Völker gelten. Analog dazu verurteilt der Folgevers 23 sexuellen Verkehr mit Tieren (Zoophilie) als „Schändliches“. In der Einzelstrafenreihe in Lev 20 erscheint der Ausdruck „Gräuel“ nur in Vers 13.
Als „Gräuel“ wurden in Israel solche Taten bezeichnet, die deshalb als besonders schwere Vergehen galten, weil sie ausländischen Bräuchen folgten, womit sie die Identität des erwählten Gottesvolkes bedrohten und so den Verlust des Landes heraufbeschworen. Deshalb droht Lev 18–20 allen Bewohnern Israels dafür die Todesstrafe an. In der deuteronomistischen Theologie bezeichnet der Ausdruck „Gräuel“ stereotyp aus Kanaan und von anderen Völkern übernommene Kultpraktiken, die das erste der Zehn Gebote als Götzendienst ausschloss, so dass sie in Israel unbedingt abgeschafft werden sollten.

#### Erwägungen möglicher Gründe dieser Gebote
„Eine Begründung für die Tabuisierung des Geschlechtsverkehrs zwischen Männern fehlt in Lev wie bei allen sog. apodiktischen Geboten.“ Bei Theologen gibt es verschiedene – im Folgenden dargelegte – Überlegungen, was der Grund für diese Gebote gewesen sein könnte. In Ermangelung klarer Anhaltspunkte gehen die Ansätze in unterschiedliche Richtungen. Indem die pauschalen Verbote mit der Hypothese bestimmter Umstände verknüpft werden, ergibt sich jeweils eine spezielle Bedeutung, die sich dann von heutigen einvernehmlichen treuen homosexuellen Beziehungen unterscheiden lässt (mit der Schlussfolgerung, dass die Verbote in Lev nicht anwendbar sind auf die gegenwärtige Situation). Das wird dann etwa so formuliert: „Hier wird jedenfalls nicht ‚Homosexualität‘, sondern bestenfalls ein kleiner Ausschnitt aus dem, was heute mit dem Konzept ‚Homosexualität‘ assoziiert wird, verworfen.“ Und es wird gefolgert, dass die Bibel gleichgeschlechtliche Liebe, Partnerschaft, Zärtlichkeit und Erotik nicht problematisiere und nicht verbiete.
Wie wurden diese Levitikus-Gebote von den Juden im Altertum verstanden? Damalige jüdische Lehrer wie Philo von Alexandrien oder Paulus lebten in zeitlicher und kultureller Nähe zu diesen Geboten, weshalb ihr Verständnis Gewicht hat. Hier ist ein einheitliches Verständnis zu beobachten: „Ganz selbstverständlich galt dem Frühjudentum gleichgeschlechtliches Verhalten als Sünde der Heiden.“
Manche Theologen vermuten, dass sich die Verbote in Lev 18 und 20 auf Situationen mit Gewalt beziehen. Sie versuchen die Verbote aus der Abwehr demütigender Gewaltakte zu erklären, wie sie in Gen 19 und Ri 19 beschrieben werden: Wenn lediglich die „Feminisierung“ des penetrierten Mannes verboten werde, die Macht und Überlegenheit demonstrieren sollte, dann wären egalitäre Männerbeziehungen und eine homosexuelle Kultur seien nicht davon betroffen. Die Verbote in Lev werden oft auf homosexuellen Analverkehr bezogen. Daran kann sich die Vermutung anknüpfen, dass das Verbot bezweckt, kein lebenspendendes Sperma zu vergeuden. Denn darin wurde vielleicht eine Bedrohung der patriarchalischen Gesellschaftsstruktur, der religiösen Identität Israels und seines Fortbestandes gesehen. Wenn im alten Israel nur das männliche Sperma als lebenserzeugend galt, sei vielleicht der Kontakt mit dem Sperma eines anderen Mannes und die weibliche Rolle des penetrierten Mannes als „Gräuel“ tabuisiert worden. Vielleicht wurde deshalb auch der Kontakt von Sperma mit Menstruationsblut (Lev 18,19; 20,18) tabuisiert. Weil die Frau als dem Mann unterlegen und unterworfen galt, habe man weibliches und männliches Verhalten streng unterschieden und auch Travestie als „Gräuel“ verboten (Dtn 22,5). Travestie war als Kult der babylonischen Göttin Ištar (Astarte) in Israel bekannt. Dieser Hintergrund könnte auch zum Verbot von Paarungen verschiedener Vieharten, Aussaat verschiedener Samen und aus verschiedenen Fäden (Sorten) gewobener Kleidung (Lev 19,19) geführt haben.
Die strengen Verbote der Homosexualität werden manchmal relativiert durch Hinweis auf andere Verbote im Tanach, die auf uns seltsam wirken und die von heutigen Christen kaum beachtet werden, so das Verbot von Textilien, die aus verschiedenartigen (pflanzlichen, tierischen?) Fäden gewoben wurden.
Das Verbot des Analverkehrs zwischen Männern wird mitunter aus allgemeinen altorientalischen Geschlechterrollen erklärt. So verlangte das persische Avesta (32,101) im 6. Jahrhundert v. Chr.: Ein Mann, der „bei einem Männlichen wie ein Mann bei einer Frau liegt“, sei ein Daeva (Unheilsbringer, Dämon) und solle auch ohne Obrigkeitsbefehl von Jedem getötet werden.
Die Verbote in Lev wurden früher oft so gedeutet, dass sie die Tempelprostitution wie in Kanaan verbieten sollen. Dies wird aber mittlerweile nicht mehr vertreten; es dürfte im gesamten Mittelmeerraum und im Vorderen Orient keine Tempelprostitution gegeben haben.
Die Verbote im Lev werden im übrigen Tanach nicht wiederholt und zitiert. Wie bei den meisten anderen Verboten überliefert der Tanach auch zur Homosexualität keine Anklagen und Hinrichtungen. Dass praktizierende Homosexuelle in Israel wie Verehrer fremder Götter nach dem Strafgebot Dtn 17,4 gesellschaftlich verfolgt wurden, lässt sich daher nicht mit Sicherheit sagen.
Weil Lev 20,13 auch Nichtisraeliten die Todesstrafe androht, folgern konservative Ausleger, das Verbot gelte zeitübergreifend und betreffe jede Homosexualität. Im Kontext werden auch Inzest (Lev 18,6–18; 20,11–12) und Ehebruch (Lev 18,21; 20,10) verboten. Daher wurde erwogen, ob alle diese Gebote eine „Ausführungsbestimmung“ zum Ehebruchverbot des Dekalogs sind und im Ersten Gebot verankert sind.

### Sodom. Zwei Engel bei Lot
Gen 19,1–29 erzählt, wie zwei männliche Gottesboten („Engel“) Lot, den Neffen Abrahams, besuchen und er sie zur Übernachtung einlädt. Darauf umstellen die männlichen Bewohner der Stadt Sodom sein Haus und bedrohen seine Gäste mit kollektiver Vergewaltigung (v. 5): „Wo sind die Männer, die heute Abend zu dir gekommen sind? Heraus mit ihnen, wir wollen mit ihnen verkehren.“ Lot nennt dieses Vorhaben ein „Verbrechen“ und versucht, die Sodomiter mit dem Angebot davon abzubringen (v. 8): „Seht, ich habe zwei Töchter, die noch keinen Mann erkannt haben. Ich will sie euch herausbringen. Dann tut mit ihnen, was euch gefällt. Nur jenen Männern tut nichts an; denn deshalb sind sie ja unter den Schutz meines Daches getreten.“ Darauf bedrohen sie ihn als Fremden selbst. Die Gottesboten schützen Lot und seine Familie, indem sie die Sodomiter mit Blindheit schlagen, und verhelfen den Bedrohten dann zur Flucht aus der Stadt. Dem folgt Gottes vernichtendes Strafgericht an Sodom und der benachbarten Stadt Gomorrha.
Nach traditioneller christlicher Exegese galt die göttliche Bestrafung von Homosexualität als „widernatürlicher Unzucht“ („Sodomie“) als Thema des Textes. Dagegen sah Derrick Sherwin Bailey 1955 die Verletzung des altorientalischen Gastrechts als sein Thema an und schloss einen Bezug zur Homosexualität aus. Dabei verstand er das hebräische Verb yada („erkennen“) in Vers 5 als „kennenlernen“, nicht als „Geschlechtsverkehr haben“. Er argumentierte, yada habe in der Bibel nur an wenigen Stellen sexuelle Bedeutung und bezeichne dann immer den heterosexuellen Geschlechtsverkehr. Für homosexuellen Verkehr werde sonst das Verb šakab verwendet, so dass es in Vers 5 nicht um Homosexualität gehe.
Vertreter der christlichen Ex-Gay-Bewegung wie Joe Dallas, Bob Davies und Roland Werner wiesen diese Exegese zurück: Yada in Vers 5 sei sexuell gemeint, weil auch die Jungfräulichkeit von Lots Töchtern mit diesem Verb ausgedrückt werde. Ginge es nur um den Bruch des Gastrechts, wäre weder Lots Reaktion auf das „Übel“ der Angreifer (Vers 7) noch Gottes Vernichtung der gesamten Städte mit allen ihren Bewohnern verständlich. Das Verhalten der Sodomiter werde schon vorher insgesamt gerügt (Gen 13,13; 18,20f.), so dass Homosexualität dort üblich gewesen sein könne. Gen 19 beschreibe nur den strafauslösenden Höhepunkt dieser Perversion. Damit würden also sowohl einvernehmliche wie gewaltsame homosexuelle Akte verurteilt. Auch im NT (Jud 7, 2Petr 2,7) werde Sodoms Sünde als „Unzucht“, also beständiges sexuelles Verhalten bezeichnet. Schon im 2. Jahrhundert hätten christliche Ausleger darunter Homosexualität verstanden.
Die meisten historisch-kritischen Exegeten sehen wie Bailey den Bruch des Gastrechts, nicht Homosexualität als solche als das gemeinte Vergehen der Sodomiter an. Anders als Bailey deuten sie yada in Vers 5 jedoch analog zu Vers 8 als sexuelle Gewalt: Die Sodomiter hätten eine (homosexuelle) Massenvergewaltigung vorgehabt, da sonst das Ersatzangebot Lots, seine Töchter zu entjungfern, keinen Sinn ergebe. Bei ihrer Forderung an Lot gehe es um die Behandlung fremder Männer wie eine Frau und als Sexualobjekt, um sie zu unterwerfen und zu demütigen. George Edwards beurteilte das Verlangen der Sodomiter 1984 als „phallische Aggression“, verursacht durch „übermäßige fremdenfeindliche Arroganz“. Der Alttestamentler Martti Nissinen wies nach, dass Massenvergewaltigung von Männern durch heterosexuelle Männer im Altertum ein verbreitetes Mittel zur sexuellen Erniedrigung von Feinden war. Zahlreiche heutige Exegeten sehen daher den Bruch des Gastrechts durch eine Massenvergewaltigung, nicht sexuelle Paarbeziehungen zwischen Männern als das, was Gen 19 als „Sünde Sodoms“ verurteile. Michael Brinkschröder aktualisiert den Text befreiungstheologisch: Gen 19 verurteile eher Gewalt an Homosexuellen, wenn man sich die beiden männlichen Engel als homosexuelles Paar vorstelle.
Der Text gehört zum Abraham-Lot-Sagenkreis und bildet mit Gen 13 und 18 eine literarische Einheit. Nach Lots Trennung von Abraham (Gen 12) lässt er sich in Sodom nieder. Gen 13,13ff. erwähnt bereits die Bosheit der Sodomiter und kündigt Sodoms Vernichtung an. Der Handlungsverlauf von Gen 18 und 19 ist teilweise parallel gegliedert. Fremden Besuchern, anonymen Gottesboten, wird Gastfreundschaft gewährt, die sie mit einer göttlichen Gabe erwidern: in Gen 18 mit der Verheißung eines Sohnes für die hochbetagten Erzeltern Abraham und Sara, in Gen 19 mit der Rettung Lots und seiner Familie aus Gottes Strafgericht. Nach beiden Besuchen werden Stammväter ganzer Völker geboren. Zudem verknüpfen Kontrastmotive die Texte: Der Besuch in Mamre geschieht tags und verläuft friedlich, der in Sodom nachts und unter äußerst bedrohlichen Umständen. Der späten Schwangerschaft Saras stehen sexuelle Gewalt und Zeugung von Nachkommen durch Inzest (Gen 19,30–38) gegenüber. Hauptakteur in beiden Kapiteln ist JHWH, der seine Boten von Abraham zu Lot sendet und Sodom einer Prüfung unterzieht (Gen 18,16–33), aus der Lot als einziger vor Gottes Gericht verschonter Gerechter hervorgeht.
Das Motiv des „Erkennens“ durchzieht die Texteinheit: So wie Gott Abraham als gerecht „erkennt“ (Gen 18,19) und ihm darum auf übernatürliche Weise einen Sohn schenkt, so will er „wissen“ (Gen 18,21), wie es um die Rechtschaffenheit der Sodomiter steht, für deren Schonung Abraham eintritt. Diese wiederum wollen Lots fremde Gäste „erkennen“ (Gen 19,5), worauf Lot ihnen seine Töchter anbietet, die noch von keinem Mann „erkannt“ worden seien (19,8). Laut Michael Brinkschröder bezeichnet das Verb in Vers 5 daher ein gegen Gottes Recht gerichtetes gewaltsames sexuelles Handeln. Als ebenso schweres Unrecht erweise sich Lots Anbieten seiner Töchter, mit dem er sie der Gewalt ausliefert und sich so zum Richter über Leben und Tod seiner Nachkommen macht. Während er damit scheitert, wahren die Boten beide Male Gottes Autorität: In Mamre decken sie Saras Zweifel an Gottes Verheißung und somit Gottes Allwissen auf, in Sodom schlagen sie die Sodomiter mit Blindheit, machen ihre moralische Verdorbenheit anschaulich und verhindern ihr verbrecherisches Vorhaben. Somit sei die gnädige Durchsetzung der Rechtsordnung Gottes das eigentliche Thema dieser Texteinheit.
Dabei setzten die Vätergeschichten (Gen 11–34) laut Wolfgang Oswald noch nicht die in der Heilsgeschichte erst später offenbarte schriftliche Tora voraus, sondern eine Art Naturrecht, das den ethischen Maßstäben der Profetie des 8. Jahrhunderts entsprach („Recht und Gerechtigkeit“ bei Amos, „Solidarität/Hingabe“ bei Hosea). Einzelne Vätergeschichten veranschaulichen exemplarisch Schutz der Fremden, der Gäste, der Familie (Inzestverbot) und der Menschenwürde von Frauen (Gen 34). Sie behaften die Nachbarvölker der Israeliten auf diese Rechte, gehen also von ihrer allgemeinen Bekanntheit aus. Demnach sei Gen 19 nicht als erzählerische Ausführung der Verbote Lev 18/20 und nicht als Anweisung zur Bestrafung von Homosexualität zu deuten.
Der Untergang Sodoms und Gomorrhas wird im Tanach häufiger als alle übrigen Ereignisse der Väterzeit erwähnt. Homosexualität wird dabei nie genannt. Als Freveltaten Sodoms galten stattdessen soziale Vergewaltigung (Jes 1,9f.), Ehebruch, Lüge, Ermutigen des Übeltäters (Jer 23,14), Anmaßung, Überfluss, verweigertes Teilen mit den Armen und sorglose Ruhe (Ez 16,49). Claus Westermann sah das Gottesgericht über die beiden Städte daher als konstanten Kern der biblischen Überlieferung, die Freveltaten als beliebig austauschbar an. Die Verse Gen 19,4–9 seien den Schriftpropheten nicht bekannt gewesen, gehörten also einer jüngeren Überlieferung an. Martin Stowasser folgerte aus diesem Befund: „Eine implizite negative Beurteilung von Homosexualität in Gen 19 bleibt daher fragwürdig und würde sich genau genommen nur auf homosexuelle Vergewaltigung beziehen.“

### Gibea: Vergewaltigung der Nebenfrau anstelle ihres Mannes
Ri 19,15–30 erzählt von einem Leviten, der nach einem mehrtägigen Besuch bei seinem Schwiegervater mit seiner Nebenfrau, einem Knecht und Lasttieren von Bethlehem an Jerusalem vorbei nach Gibea im Stammesgebiet der Benjaminiter zieht und dort als Gast von einem alten Mann aufgenommen wird. Während des Abendessens umringen Stadtbewohner das Haus des Gastgebers und fordern (v. 22): „Bring den Mann heraus, der in dein Haus gekommen ist; wir wollen unseren Mutwillen mit ihm treiben.“ Er lehnt mit Verweis auf das Gastrecht ab (v. 23): „Nein, meine Brüder, so etwas Schlimmes dürft ihr nicht tun. Dieser Mann ist als Gast in mein Haus gekommen; darum dürft ihr keine solche Schandtat begehen.“ Er bietet stattdessen seine jungfräuliche Tochter und die Nebenfrau des Leviten an. Als dieser seine Nebenfrau hinausbringt, vergewaltigen die Männer sie die ganze Nacht lang. Am Morgen findet ihr Mann sie bewusstlos oder tot vor der Haustür liegend und transportiert sie in seinen Heimatort. Als Folge davon führt der damalige Zwölfstämmebund der Israeliten einen Rachefeldzug gegen die Benjaminiter.
Die Erzählung ist literarisch eng mit Gen 19,1–29 verwandt, enthält mehrere sprachlich fast identische Wendungen und ist anfangs ähnlich gegliedert: Der Ankunft und Aufnahme des/der Fremden folgen Überfall, versuchte Abwehr und Ersatzangebot des Gastgebers. Anders als Lots Töchter in Gen 19 wird in Ri 19 die Frau ausgeliefert und vergewaltigt. Das Verbrechen endet mit dem Tod des Opfers, der den folgenden Krieg veranlasst. Das ausgeführte Verbrechen an der Frau hat somit stärkeres Gewicht als der Vergewaltigungsversuch an ihrem Mann. Die meisten Exegeten nehmen an, dass Ri 19 älter ist als Gen 19 und als dessen literarische Vorlage diente. Sie datieren beide Texte in das 8. Jahrhundert v. Chr., noch vor der Zerstörung Samarias (722 v. Chr.), als das Nordreich Israel von Zerfall und starker Rechtsunsicherheit bedroht war.
Der Levit stellt das Verbrechen an ihm rückblickend als Mordversuch dar (Ri 20,5), ohne den Vergewaltigungsversuch zu erwähnen (aus Scham, weil für einen Mann demütigend?). Über Motive kann gerätselt werden, so wird vermutet, die Frevler hätten von Anfang an die Nebenfrau des Leviten vergewaltigen wollen und die Vergewaltigung des Mannes nur gefordert, um den Gastgebert zur Auslieferung der Frau zu nötigen. Gegen diese Deutung wird eingewandt, sie reduziere Homosexualität auf sexuelle Begierde, die sich ausschließlich auf Männer richten könne.
Die „Schandtat von Gibea“ wird in der Bibel nirgends aufgegriffen. Die Evangelische Kirche in Deutschland lässt Ri 19 und Gen 19 in Stellungnahmen zur Homosexualität seit 1992 außer Betracht, weil es in diesen beiden Kapiteln „um Demütigungen und um einen Gewaltakt geht“.

### DieQedeschen(sexuelle Kultdiener) in Juda
Einige Verse zur Königszeit des Reiches Juda erwähnen qedeschen (Kultdiener). Die Israeliten hätten diesen schweren „Gräuel“ der Kanaaniter unter König Rehabeam nachgeahmt (1 Kön 14,24), aber Asa (15,12), Joschafat (22,47) und Joschija (2 Kön 23,7) hätten diese Personen gemäß JHWHs Willen beseitigt.
Das hebräische Wort qedeschen (Plural von qadesch) bedeutet wörtlich „Geweihte“, wird aber in deutschen Bibelübersetzungen oft mit „Hierodulen“, „Tempelhurer“, „Weihedirnen“ (Hos 4,14) oder „Lustknaben“ (Hi 36,14) übersetzt. Dahinter steht die seit James George Frazer (Golden Bough 1922) übliche These, dieses weibliche und männliche Personal sei an Kultorten zur organisierten Tempelprostitution verfügbar gewesen. Diese sei in Kanaan wie auch in Mesopotamien als Imitation der Heiligen Hochzeit von Fruchtbarkeitsgottheiten geübt worden.
Die Einheitsübersetzung von Dtn 23,18 lautet daher: „Unter den Frauen Israels soll es keine sakrale Prostitution geben, und unter den Männern Israels soll es keine sakrale Prostitution geben.“ Diese Übersetzung von qedeschen wurde aus dem parallel gebauten Folgevers gefolgert, der „Hurenlohn“ als Tempelspende verbietet. Das scheint Einkünfte aus erwerbsmäßig getriebener Prostitution von Frauen und Männern im Tempel vorauszusetzen.
Seit 1992 stellen mehrere Bibelwissenschaftler diese Thesen in Frage, weil es weder für einen kanaanäischen Fruchtbarkeitskult noch für sakrale oder kultische Prostitution im Raum Israels direkte Belege gebe. Die dazu herangezogenen Bibelstellen gäben die unterstellte sexuelle Konnotation des Ausdrucks qedeschen und Bezüge auf Sexualriten nicht her. Welchen homosexuellen Kult Dtn 23,18 angeblich mit verbiete, sei vollends unklar, da Homosexualität nicht als Fruchtbarkeitsritus denkbar war.
Welche Praktiken der qedeschen wegen der alleinigen Verehrung JHWHs in Israel abgelehnt wurden, ist ungeklärt. Hermann-Josef Stipp schließt aus, dass in Dtn 23,18 israelitische Kultprostituierte gemeint sind, weil das Verbot dann im krassen Widerspruch zum deuteronomisch eingeschärften Ersten Gebot nichtisraelitische Kultprostituierte zugelassen hätte. Er folgerte: Es könne hier nur um profane Prostitution gehen. Homosexuelle Prostitution von Männern und Frauen werde hier nur den Israeliten, nicht allgemein verboten. Damit erhärtet er, dass es in der Bibel kein zeitübergreifendes Verbot von Homosexualität gibt.

### David und Jonatan: Eine homoerotische Beziehung?

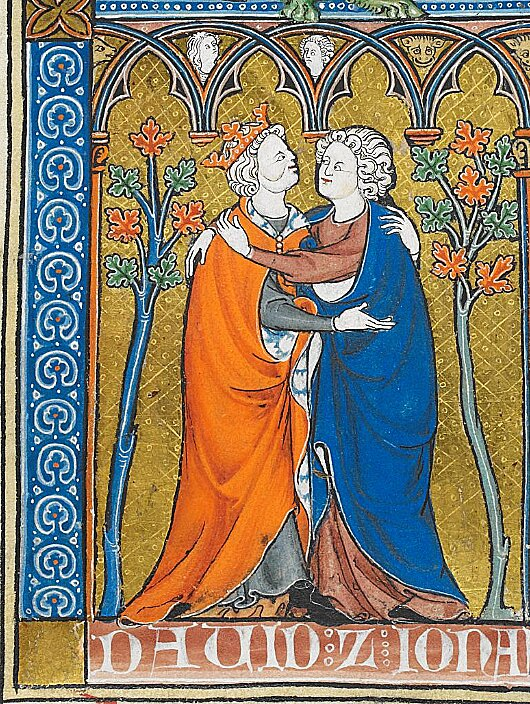
Umarmung zwischen David und Jonatan in einer Illustration des 14. Jahrhunderts

1 Sam 18,1–4: Nach dem Gespräch Davids mit Saul schloss Jonatan David in sein Herz. Und Jonatan liebte David wie sein eigenes Leben. […] Jonatan schloss mit David einen Bund, weil er ihn wie sein eigenes Leben liebte. Er zog den Mantel, den er anhatte, aus und gab ihn David, ebenso seine Rüstung, sein Schwert, seinen Bogen und seinen Gürtel.
2 Sam 1,26: Weh ist mir um dich, mein Bruder Jonatan. Du warst mir sehr lieb. Wunderbarer war deine Liebe für mich als die Liebe der Frauen.
Diese Aussagen sind Teil der Aufstiegsgeschichte Davids (1. Sam 16 – 2. Sam 8), die sein Königtum über Gesamtisrael als Gottes Vorsehung legitimieren sollte, da er kein Sohn seines Vorgängers König Saul war. Dazu beschreibt sie auch Davids enges persönliches und politisches Bündnis mit Jonatan, einem der Söhne Sauls und Thronanwärter.
Seit 1900 deuteten manche Autoren im Jahrbuch für sexuelle Zwischenstufen von Magnus Hirschfeld diese Stellen beiläufig als literarische Hinweise auf eine homoerotische oder homosexuelle Beziehung. Thomas Horner (1978) sah eine sexuelle Konnotation des Wortes „lieben“ (hebr. chafez) in jenen Bibelstellen.
Erhard Gerstenberger (1993) meinte: Da 2 Sam 1,26 Frauen- und Männerliebe direkt vergleiche, könne David durchaus neben acht Hauptfrauen auch eine homosexuelle Beziehung gehabt haben. Er folgerte, die Todesstrafenforderung in Lev 20,13 sei erst nachexilisch entstanden. Für Karl Hoheisel (1994) kann „lieben“ in 1 Sam 19,1 und 2 Sam 1,26 auch „erotisch begehren“ bedeuten. Davids Totenklage klinge „wie die kürzeste Form gleichgeschlechtlicher Liebe“ und beschreibe diese zwar nicht als quasi eheliche Gemeinschaft, doch mit einer „Intimität, die bis an die äußersten Grenzen inniger Freundschaft oder politischer Verschwörung geht.“ Zur Zeit Davids hätten die benachbarten Philister, bei denen Homosexualität vermutlich nichts Anstößiges gehabt habe, die Sexualnormen der israelitischen Oberschicht beeinflusst. Deren Verhalten sei von den Sexualnormen der Tora abgewichen. Die Weisheitsliteratur der Königszeit wiederhole die Verbote Lev 18,22 und 20,13 nicht. Demnach hätten die Endredakteure der Samuelbücher eine homosexuelle Partnerschaft Davids nicht unbedingt als skandalös empfunden. Die Samuelstellen könnten auf eine „Liaison zweier Bisexueller“ hindeuten. Silvia Schroer und Thomas Staubli (1996) fanden im Hohenlied Wendungen, die 1 Sam 18,1.4 („liebte … wie sein eigenes Leben/ wie seine Seele“) und 1 Sam 19,1 („hatte … sehr gern“) ähnelten: In Hld 1,7 und 3,1–4 bezeichnet eine Frau ihren Geliebten als „den, den meine Seele liebt“, um ihre tiefe erotische Sehnsucht auszudrücken.
Markus Zehnder (1998) betonte demgegenüber: Die Texte zur Freundschaft Davids und Jonatans enthielten keine sexuellen Motive und nicht die für Geschlechtsverkehr üblichen hebräischen Verben šakab („liegen“) und yada („er-kennen“). Sie stellten ihren Bund durchgehend in den Kontext politischer Vorgänge und Absichten, um David nicht als Feind des Hauses Saul zu zeigen. Der Neutestamentler Robert A. J. Gagnon (2001) schloss eine sexuelle Beziehung zwischen David und Jonatan aus, weil von beiden im Kontext sexuelle Beziehungen mit Frauen, Heirat, Ehebruch und Konkubinate berichtet werden. Die Autoren der Samuelbücher hätten ihre emotionale Freundschaft hervorgehoben, weil sie keine anstößige homosexuelle Beziehung darin fanden. Die meisten Exegeten gehen allenfalls von nichtsexuellen homoerotischen Anklängen der Samueltexte aus.

### Ruth bleibt ihrer Schwiegermutter Noemi treu
In Rut 1,16–17 verspricht die Moabiterin Ruth der Israelitin Noemi: „Wohin du gehst, dahin gehe auch ich, und wo du bleibst, da bleibe auch ich. Dein Volk ist mein Volk, und dein Gott ist mein Gott. Wo du stirbst, da sterbe auch ich, da will ich begraben sein. Der Herr soll mir dies und das antun – nur der Tod wird mich von dir scheiden.“ Dieses Versprechen bezieht sich im Kontext auf den Beistand einer Schwiegertochter für ihre Schwiegermutter, nachdem deren Mann und Söhne gestorben waren, so dass sie nun ohne Versorger und ohne Schutz dastand. Es ist ähnlich wie ein Bundesvertrag formuliert und wird traditionell als Ehegelübde bei christlichen Hochzeiten zitiert, aktuell auch bei der Segnung gleichgeschlechtlicher Paare.
Seit den 1930er Jahren deuteten manche Romanautoren diese Stelle als Liebeserklärung im Sinn einer lesbischen Partnerschaft. Diese habe auch nach Ruths Wiederheirat Bestand gehabt. Thomas Horner räumte ein, dass der Wortlaut keine sexuelle Komponente enthalte. Doch seien die beiden Frauen während und wegen dieses ehe-ähnlichen Versprechens keine sexuellen Beziehungen zu Männern eingegangen. Noemi habe sich nie wieder, Ruth habe sich erst viel später an einen älteren Mann wie an einen Vater gebunden. Die meisten Bibelexegeten bestreiten diese Deutung, weil laut dem Kontext beide Frauen zuvor, Ruth auch danach mit einem Mann verheiratet waren und gerade der Verlust ihrer Ehegatten als Anlass ihrer engen Freundschaft dargestellt wird. In Rut 3,9 sagt Ruth zu dem Israeliten Boaz: „Breite den Zipfel deines Gewandes über deine Magd…“. Diese Wendung war wie in Ez 16,8 ein symbolischer Heiratsantrag.

### Keine lesbischen Beziehungen im Tanach/AT erwähnt
Der Tanach erwähnt nirgends sexuelle Handlungen zwischen Frauen. Das Verbot der Homosexualität (Lev 18,22) ist nur an Männer adressiert, während das Verbot der Zoophilie (Lev 18,23) die Frau erwähnt. Historisch-kritische Exegeten erklären den Unterschied verschieden: Homoerotik zwischen Frauen sei in biblischer Zeit nicht als Sexualität betrachtet worden, da dabei kein Sperma ausgeschüttet wird. Frauen seien nicht als mit Männern gleichrangig bewertet worden. Biblische Autoren hätten lesbische Sexualität nicht gekannt. Andere meinen, das Verbot des männlichen Analverkehrs beziehe sich auf alle Homosexualität und schließe lesbische Handlungen ein. Die meisten Historiker folgern jedoch, sexuelle Handlungen zwischen Frauen seien für die Israeliten nicht strafwürdig gewesen.

## Neues Testament
Im Neuen Testament gibt es drei Stellen, die sich eindeutig auf Homosexualität beziehen. Sie stehen in Paulusbriefen (Röm, 1 Kor, 1 Tim).

### Evangelien
Die Haltung des Jesus von Nazaret zur Tora war für alle Urchristen maßgebend. Die Evangelien stellen heraus, dass Jesus beim Umgang mit den Bestimmungen der Tora auf den jeweiligen Sinn achtete. Das konnte zu einem Abschwächen mancher Regeln führen (z. B. „der Sabbat ist für den Menschen da“), bei anderen Geboten zu einer Verschärfung (z. B. beim Verbot der Ehescheidung).
Evangelikale Ausleger nehmen an, Jesus habe sich nur zu strittigen Torageboten geäußert, also die biblischen Verbote homosexuellen Verkehrs wie das damalige palästinische Judentum als gültig vorausgesetzt. Heinzpeter Hempelmann meinte (2001): Da die Evangelien auffälliges Abweichen Jesu von der überlieferten Tora-Auslegung hervorhoben, hätten sie eine Duldung von Homosexualität als enormen Skandal vermerkt. Jesu Schweigen sei daher nicht als solche Duldung zu deuten. Vielmehr habe er Homosexualität wie alle toratreuen Juden abgelehnt. Robert Gagnon meinte (2003): Weil die Tora Homosexualität, Inzest und Zoophilie eindeutig verbietet, sei im Judentum des 1. Jahrhunderts darüber kein Auslegungsstreit aufgekommen, während man über heterosexuelle Untreue und Ehescheidung gestritten und abweichende Minderheitsmeinungen zugelassen habe.
Gendertheologen und liberale Moraltheologen wie Valerie Hinck und Wiebke Krohn nehmen dagegen an, Homosexualität habe für Jesus keine theologische Bedeutung gehabt. Wäre sie für ihn ein Problem gewesen, hätte er wie bei anderen Streitthemen dazu Stellung genommen. Sie schließen aus Jesu Zuwendung zu damals moralisch verdammten Randgruppen, Leprakranken, Prostituierten, Ehebrecherinnen und Samaritanern, dass Jesus auch Homosexuelle nicht verurteilt und von Gottes Heil ausgeschlossen habe. Sie verweisen darauf, dass er das Gebot der Nächstenliebe mit der Gottesliebe gleichstellte und so allen übrigen Torageboten überordnete. Hedwig Porsch fasste zusammen: „Für ihn ist Heuchelei ein viel größeres Hindernis für das Reich Gottes als die Einhaltung bestimmter Sexualformen.“

#### Mk 7,21f: „Unzucht“ und Ehebruch
Mk 7,21–22: „Denn von innen, aus dem Herzen der Menschen, kommen die bösen Gedanken, Unzucht, Diebstahl, Mord, Ehebruch, Habgier, Bosheit, Hinterlist, Ausschweifung, Neid, Verleumdung, Hochmut und Unvernunft.“
Dieser Laster-Katalog nennt an erster Stelle „Unzucht“ (porneia). Der Ausdruck bezeichnete im Judentum damals alle Formen von Sexualverkehr außerhalb der normativen heterosexuellen Einehe und grenzte sich damit von griechisch-römischen Verhaltensweisen ab, darunter beiläufig auch von homosexuellem Verkehr. Für konservative Exegeten belegt diese Stelle, dass Jesus die Toraverbote von Ehebruch, Inzest, Zoophilie und Homosexualität in Lev 18–23 bekräftigt habe, so dass sie im Christentum gültig geblieben seien. Er habe mit Mk 7,19 die Speise- und Zeremonialgesetze aufgehoben, aber in Mk 7,21–23 die moralischen Gebote wiederholt.
Sozialgeschichtlich orientierte Exegeten bezweifeln, dass Jesus porneia wie Lev 18–23 verstand. Denn nach der Logienquelle Q waren seine Adressaten und Anhänger Bettelarme, Tagelöhner, Fischer und landlose Kleinbauern. Sie gehörten somit zur verarmten, verschuldeten und machtlosen Landbevölkerung Judäas (Am haaretz: Mt 4,23; 5,3). Manche gebildeten Schriftgelehrten und die städtische, vom Jerusalemer Tempelkult abhängige Oberschicht der Sadduzäer waren seine Gegner. Ihre Tora-Auslegung zielte auf die uneingeschränkte Geltung der Tora und berücksichtigte das Landvolk kaum.
Andere verweisen auf den Kontext der Stelle. In Mk 7,15 heißt es: „Nichts, was von außen in den Menschen hineinkommt, kann ihn unrein machen, sondern was aus dem Menschen herauskommt, das macht ihn unrein.“ Jesus habe hier die jüdischen Reinheitsvorschriften aufgehoben und die innere, geistige Reinheit anstelle der äußerlichen Reinheit betont. Damit habe er auch das Toraverbot homosexueller Handlungen relativiert.
Beide Sichtweisen betrachten Mk 7,1–23 als literarische Einheit. Historisch-kritische Exegeten bestreiten diese und halten darin nur Mk 7,15 für authentisch, weil die Aussage mit anderen Jesusworten übereinstimmt: Die Ursache aller Unreinheit sei das menschliche Herz, aus dem die bösen Gedanken kommen, auf die böse Taten folgen. Erst in der nichtöffentlichen Jüngerbelehrung (Mk 7,17ff.) heißt es: „Damit erklärte Jesus alle Speisen für rein.“ Diese Deutung und der folgende Lasterkatalog stammten von Urchristen. Sie definierten Reinheit nicht mehr kultisch, sondern sozial, um ihre Mission unter Nichtjuden zu erleichtern. Das fünfte bis siebte der Zehn Gebote steht hinter der Reihe „Diebstahl, Mord, Ehebruch, Habgier“. Nach aktuellem Forschungsstand hat Jesus in Mk 7 die Speisegebote der Tora (Lev 11) nicht aufgehoben, sondern bekräftigt, indem er halachische Reinigungsriten wie das Händewaschen zurückwies und die Autorität der damaligen Toralehrer bestritt.

#### Mk 10,6–9: Mann und Frau werden eins
Nach Mk 10,6–9 (par. Mt 19,4–6) antwortete Jesus auf eine Pharisäerfrage nach dem Recht zur Ehescheidung: „Am Anfang der Schöpfung aber hat Gott sie als Mann und Frau geschaffen. Darum wird der Mann Vater und Mutter verlassen, und die zwei werden ein Fleisch sein. Sie sind also nicht mehr zwei, sondern eins. Was aber Gott verbunden hat, das darf der Mensch nicht trennen. […] Wer seine Frau aus der Ehe entlässt und eine andere heiratet, begeht ihr gegenüber Ehebruch. Auch eine Frau begeht Ehebruch, wenn sie ihren Mann aus der Ehe entlässt und einen anderen heiratet.“
Weil das nahe Gottes Reich die Schöpfung erneuern werde, stellte Jesus den Schöpferwillen aktuell gegen manche Toragebote und folgerte daraus die unauflösliche Einehe als Ort legitimer Sexualität, das strikte Verbot der Scheidung und der Wiederheirat Geschiedener. Damit wies er das Toragebot Dtn 24,1 zurück, das einem israelitischen Mann die Scheidung erlaubte, wenn er ein Ehevergehen seiner Gattin schriftlich bezeugte und ihr eine Scheideurkunde aushändigte (Mk 10,2–5). Da die erste Ehe für Jesus unauflösbar blieb, beurteilte er eine Wiederheirat als Ehebruch. Diese strenge Position vertrat damals auch die Rabbinerschule Schammai. Sie gilt als Versuch, jüdische Frauen angesichts damaligen sozialer Entwurzelungsprozesse vor männlicher Willkür und Rechtlosigkeit zu schützen. Die Einschränkung „außer bei Unzucht“ (Mt 19,9) relativierte das unbedingte Scheidungsverbot wieder und gilt allgemein als matthäischer Zusatz.
Für Wolfhart Pannenberg verbietet dieses Jesuswort, die heterosexuelle Ehe als eine Lebensform unter anderen zu betrachten und mit homosexuellen Lebensgemeinschaften gleichzustellen. Für Ulrich Mauser begründet Gen 1-2 alle sexualethischen Aussagen Jesu und des NT. Danach sei Heterosexualität wie der aufeinander bezogene Unterschied von Mann und Frau eine ontologische Bestimmung. Sexualität sei auf das lebenslange Zusammensein mit einem Partner angelegt und diene unlösbar der Fürsorge für Kinder und Familie und der Gemeinschaft. Die moderne Sicht von Homosexualität als „Orientierung“ erhebe dagegen die Wünsche und Bedürfnisse des Individuums zum höchsten Maß. Beide Sichten seien unvereinbar.
Konservative Autoren betonen, dass Jesus in allen von ihm überlieferten konkreten Aussagen bezüglich sexueller Reinheit in seinen Erwartungen deutlich über das hinausgehe, was im AT und im palästinischen Judentum seiner Zeit üblich war. So radikalisiere Jesus das Ehebruchsverbot (Mt 5,27–30 ) und verbiete in den drei synoptischen Evangelien und bei Paulus die Ehescheidung mit der Begründung, dass eine Wiederheirat Ehebruch sei (Mt 5,23 ) (Mk 10,11–12 ) (Lk 16,18 ) (1 Kor 7,11–12 ). Im Markusevangelium begründe Jesus das Ehescheidungsverbot mit der Schöpfungsgeschichte und der dort von Gott eingesetzten, untrennbaren heterosexuellen Ehe (Mk 10,2–12 ), was konservativen Autoren als implizite Ablehnung von gleichgeschlechtlichen sexuellen Beziehungen interpretieren.
Sie verweisen zudem darauf, dass Jesus sich Sündern zugewandt und in seine Gemeinschaft eingeschlossen habe, aber nicht um sie in ihrem Verhalten zu bestärken, sondern um sie zur Umkehr zu bewegen. In den drei Beispielen im Umgang mit Frauen, die sich sexuell verfehlt hatten, gebe es keine Anzeichen, dass er ihr Fehlverhalten gutheiße. Er habe die Ehebrecherin nicht verurteilt, sondern sie zu einem Leben nach Gottes Gebot aufgefordert („nicht mehr sündigen“), was sexualethisch und nicht ontologisch zu verstehen sei. Der Frau in Lukas 7 werden laut Robert Gagnon die Sünden vergeben, sie werden nicht toleriert. Die Samaritanerin am Brunnen (Joh 4 ) wird zur Evangelistin.
Nach Andreas Mohr spitzt Jesus dem Zeugnis der Evangelien zufolge das jüdisch-hellenistische Eheverständnis gemäß seinem Konzept der mitmenschlichen bzw. göttlichen Philanthropie zu (Mt 5,27–30 ); wobei in allen drei synoptischen Evangelien die Ehescheidung mit der Begründung, dass eine Wiederheirat Ehebruch sei (Mt 5,23 ) (Mk 10,11–12 ) (Lk 16,18 ) (1 Kor 7,11–12 ), verboten wird. Der Bruch der Ehe habe zugleich den Bruch einer menschlichen Gemeinschaft dargestellt, welcher vor allem die geschiedenen Frauen in der damaligen patriarchalen Gesellschaft in eine prekäre soziale Lage gebracht habe und dem geschiedenen Ehepartner, zumeist der geschiedenen Gattin, Herzeleid zugefügt habe. Liberale Ausleger argumentieren, dass eine bloße positive Darstellung der heterosexuellen Ehe an und für sich noch keineswegs beinhalten müsse, dass parallel dazu auch sämtliche anderen Formen von zwischenmenschlicher Partnerschaft abzulehnen seien, da von der Hochschätzung eines Phänomens üblicherweise den Prinzipien der philosophischen und theologischen Logik zufolge methodisch nicht automatisch auf die angeblich damit einhergehende Negierung sämtlicher übrigen denkbaren Erscheinungsformen und Phänomene eines Themenkreises rückgeschlossen werden dürfe. Jesus erscheine in den Schilderungen der Evangelien insgesamt als deutlicher „Nonkonformist“ mit Blick auf die Moral- und Gesellschaftsvorstellungen seiner Zeit, der sich – zum Beispiel was seinen Umgang mit Prostituierten anbelangte, die auch nicht in gesetzeskonforme heterosexuelle Ehen eingebunden gewesen seien – als im philanthropischen Sinne eher milde und von der Strenge pharisäischer Kreise deutlich abweichend positioniert habe (Lk 7,36–50 ). Dieser Umstand deute darauf hin, dass nicht einfach davon auszugehen sei, Jesus habe bezüglich aller durch ihn direkt nicht erwähnten Phänomene und Themenkreise automatisch mit der traditionell-pharisäischen bzw. saduzzäischen Thoraauslegung seiner Zeit übereingestimmt.

#### Mt 8,5–13: Ein Hauptmann und sein Knecht
Mt 8,5–13: „Als aber Jesus nach Kapernaum hineinging, trat ein Hauptmann zu ihm; der bat ihn und sprach: Herr, mein Knecht liegt zu Hause und ist gelähmt und leidet große Qualen. Jesus sprach zu ihm: Ich will kommen und ihn gesund machen. Der Hauptmann antwortete und sprach: Herr, ich bin nicht wert, dass du unter mein Dach gehst, sondern sprich nur ein Wort, so wird mein Knecht gesund. […] Und Jesus sprach zu dem Hauptmann: Geh hin; dir geschehe, wie du geglaubt hast. Und sein Knecht wurde gesund zu derselben Stunde.“
Für „Knecht“ steht im Griechischen hier pais („Junge, Kind“). In der synoptischen Parallele Lk 7,1–10  steht dabei das Adjektiv entimos („intim, geliebt“). So bezeichneten höhergestellte Römer jüngere, auch für Päderastie verfügbare Sklaven. Im Ausland tätige römische Militärführer nahmen oft ihre Sklaven dorthin mit. Im Anschluss an Thomas Horner (1978) vertreten daher einige Exegeten die These, der pais sei ein Lustsklave des Centurio gewesen. Die intensive Bitte des befehlsgewohnten Offiziers um seine Heilung zeige eine homosexuelle Liebe. Da Jesus den pais vorbehaltlos geheilt habe, habe er diese Liebesbeziehung offenbar gebilligt.
Robert Gagnon wies diese Auslegung zurück: pais bezeichne hier einen leiblichen Sohn des Centurio, wie es die Logienquelle und Joh 4,46–54 nahelegten. Der Römer hatte laut Lk 7,5 eine Synagoge gestiftet, sei also ein „gottesfürchtiger“ Nichtjude gewesen. Die jüdischen Ältesten, die Jesus laut Lk 7,4 seine Bitte überbrachten, hätten Päderastie wie alle damaligen toratreuen Juden strikt abgelehnt. Mt 5,19 betone die Geltung aller Toragebote für Christen. Jesus habe die Sexualethik der Tora verschärft und Ausnahmeregeln aufgehoben (Mt 5,27–32). Hätte er hier eine sexuelle Beziehung gebilligt, so hätte er auch Nötigung und Vergewaltigung bejaht, zu der römische Sklavenhalter sich berechtigt sahen. William Loader ergänzte: Auch wenn ein sexuelles Verhältnis zu Sklaven bei Römern üblich gewesen sei, lasse sich aus Jesu Reaktion keine Billigung ableiten. Es sei äußerst unwahrscheinlich, dass er einer päderastischen Ausbeutung von Sklaven nicht widersprochen hätte.
Aktuelle historisch-kritische Kommentare beachten diese Debatte nicht. Matthias Konradt erklärt die Perikope als vom Evangelisten gestaltetes Wunder Jesu an einem Nichtjuden, das dessen Vertrauen mit dem Unglauben in Israel kontrastiert, um den nachösterlichen Auftrag Jesu zur Völkermission (Mt 28,19) vorzubereiten. Laut Gerd Theißen, der die Szene erzählerisch ausgestaltet, war Juden bekannt, „dass diese heidnischen Offiziere meist homosexuell sind“, so dass Jesu Heilung Anstoß erregt habe.

#### Mt 5,22: Das Schimpfwort „raka“
Mt 5,22: „Ich aber sage euch: Jeder, der seinem Bruder auch nur zürnt, soll dem Gericht verfallen sein; und wer zu seinem Bruder sagt: Du Dummkopf!, soll dem Spruch des Hohen Rates verfallen sein; wer aber zu ihm sagt: Du (gottloser) Narr!, soll dem Feuer der Hölle verfallen sein.“
Das mit „Dummkopf“ übersetzte Wort raka gilt als Transliteration des aramäischen Wortes rekah („leer, hohl“) und wird meist als Schimpfwort („Hohlkopf, hirnloser Tor/Narr“) gedeutet. Der Aramäist Friedrich Schulthess (1922) leitete es jedoch von rakkah („zart, weich, schwach“) ab. Dieses aramäische Adjektiv bezeichne in femininer Form auch einen Mann mit weiblichen Eigenschaften, um ihn herabzusetzen. Dem folgend nahmen manche Exegeten an, das Wort sei wie das griechische malakos (1 Kor 6,9) homosexuell konnotiert und eine schwere Beleidigung jüdischer Männer gewesen. Jesus habe in Mt 5,22 also das öffentliche Verächtlichmachen Homosexueller verurteilt.
Robert Gagnon wandte ein: Falls raka in Mt 5,22 Männer als „weibisch“ beschimpfe, bedeute Jesu Verbot, dass er darin eine unrechtmäßige, existenz-zerstörende Verleumdung sah, eben weil Homosexualität gesellschaftlich nicht akzeptiert war. Gagnon verwies auf Joachim Jeremias, der keine Belege für die Deutung von raka als „weibisch“ sah.

#### Joh 13,23: „der Jünger, den Jesus liebte“
Joh 13,23: „Einer von den Jüngern lag an der Seite Jesu; es war der, den Jesus liebte.“
Dieser nicht namentlich genannte Jünger erscheint an weiteren Stellen des Johannesevangeliums: Ihm vertraut der sterbende Jesus seine Mutter an (19,26), er bezeugt als erster Jünger vor Simon Petrus das leere Grab (20,2) und den Auferstandenen (21,7). Von ihm sagt Jesus, er werde das Ende des Petrus überdauern (21,20). Zuletzt wird er mit dem Autor des Evangeliums identifiziert (21,24).
Die christliche Ikonografie stellte ihn seit dem frühen Mittelalter oft androgyn dar und regte Spekulationen über eine homoerotische Freundschaft Jesu an. Für den Literaturwissenschaftler George Steiner (1996) ähnelt die in Joh 13,23 dargestellte Intimität antiken Texten über homoerotische Freundschaften zwischen Lehrer und Schüler, etwa bei Platon. Der Theologe Theodore W. Jennings (2003) beschrieb den Lieblingsjünger als „schwulen Freund“ Jesu.
In der historisch-kritischen Exegese spielt diese Deutung keine Rolle. Martti Nissinen (1998) verwies darauf, dass antike Texte auch vom Liegen eines Schülers an der Seite seines Lehrers sprachen, wenn beide verschiedenen Geschlechts waren. Es handele sich um eine allgemeine Konvention, die nicht auf eine erotische oder sexuelle Beziehung hindeute. Der Lieblingsjünger gilt als literarische Symbolfigur, die die Zeugnisaufgabe aller nachösterlichen Apostel repräsentiert. Dass Jesus ihn besonders und mehr als die übrigen Jünger geliebt habe, weist Klaus Wengst als Fehldeutung zurück.

### Briefe
Im NT beziehen sich drei Stellen in den Paulusbriefen explizit auf homosexuelles Verhalten. Sie kennzeichnen es als eine von mehreren Formen sexuellen Fehlverhaltens.

#### 1 Kor 6,9f: „wer bei einem Mann liegt“.
Die Verse 1.Kor 6,9f werden traditionell folgendermaßen übersetzt: Weder Unzüchtige noch Götzendiener, weder Ehebrecher noch Lustknaben, noch Knabenschänder, noch Diebe, noch Habgierige, keine Trinker, keine Lästerer, keine Räuber werden das Reich Gottes erben.
Die hervorgehobenen Worte lauten im griechischen Original malakoi („Weichlinge“) und arsenokoites („mit-Mann-Liegende“). Das zweite Wort kommt sonst nur in 1.Tim 1,10 und in wenigen außerbiblischen Reaktionen auf diese NT-Stellen vor. Es wäre also durchaus möglich, dass dieses Wort von Paulus selbst gebildet wurde. Dieses Wort arsenokoites („einer, der mit einem Mann geschlechtlich verkehrt“) dürfte von der Septuaginta abgeleitet sein, denn dort steht an den beiden Levitikus-Stellen (18,22 und 20,13): „meta arsenos koitēn gynaikos“ (der bei einem Mann wie bei einer Frau Liegende). Das Wort arsen bedeutet männlich, ohne altersmäßige Einschränkung. Es kann sich um männliche Kinder oder Jugendliche ebenso wie um erwachsene Männer handeln. Ein arsenokoites ist also „jemand, der mit Männern und Knaben Unzucht treibt“. So schreiben manche neuere Bibelübersetzungen wie etwa die Elberfelder (1 Kor 6,9 ) „mit Männern Schlafende“, mit der Anmerkung: „Hier sind Männer gemeint, die Jungen oder Männer sexuell benutzen“. Eine wörtliche Übersetzung umschreibt den Sachverhalt (Sex zwischen Männern), überdies wird das Wort hier in Mehrzahl gebraucht, so dass im Deutschen nicht erkennbar ist, dass die handelnden Subjekte Männer sind. Daher scheint es nötig zu sein, eine Fußnote hinzuzufügen. Das ist keine ideale Lösung, daher bevorzugen manche Übersetzungen eine deutende Wiedergabe, so wie die Hoffnung für alle (1 Kor 6,9 ): „wer … homosexuell verkehrt“. Andere, so wie die zitierte Lutherübersetzung oder die Einheitsübersetzung, bevorzugen die traditionelle Übersetzung „Knabenschänder“ – in der Annahme, dass diese Konstellation (erwachsener Mann mit männlichem Jugendlichen) damals die am häufigsten vorkommende war, und daher mutmaßlich von Paulus gemeint war. Die Feministin Luise Schottroff sah in der Übersetzung „Knabenschänder“ den Versuch, einen Widerspruch zwischen den Vorstellungen des Paulus und heutigen liberalen Vorstellungen zu vermeiden; sie schrieb, es „ist ernstzunehmen, dass Paulus hier gleichgeschlechtliche Beziehungen zwischen Männern generell und wie die Tora (Lev 18,22; 20,13) und ihre spätere Auslegung negativ bewertet.“
Ähnlich wie Schottroff übersetzen auch andere neuere Ausleger. Das Neue Testament jüdisch erklärt (2017) bevorzugt die Übersetzung „Männer, die mit Männern ins Bett gehen“ und ergänzt: „was an Lev 18,22; 20,13 erinnert“.
In der Historisch-Theologischen Auslegung wird hier übersetzt: „Männer, die mit Männern sexuell verkehren“.
Malakoi war lange mit „Weibische“ übersetzt worden. Erst seit etwa 1960 wurde es mit „Lustknaben“ oder „männliche Prostituierte“ übersetzt oder mit arsenokoites als „Sodomie“ oder „Perversion“ zusammengefasst. Aber gemäß Dale B. Martin habe Malakos viele verschiedene als weiblich abgewertete Eigenschaften von Männern bezeichnet, ohne deren Sexualität zu definieren.
Paulus nennt die Worte im Rahmen eines Laster-Katalogs, setzte also voraus, dass das Verhalten dieser beiden Personentypen seinen Adressaten ebenso bekannt war wie die übrigen Laster und nicht erläutert werden musste. Daher nehmen viele Exegeten an, dass er auf Lev 18,22  anspielte, wo der Analverkehr zwischen Männern im Hebräischen als „Liegen eines Männlichen wie mit einer Frau“ umschrieben wird. Arsenokoites wird auf aktiv penetrierende, Malakoi auf sich-penetrieren-lassende Männer bezogen.
Der Katalog zählt Verhaltensweisen von „gottlosen“ bzw. „ungerechten“ Menschen der Umwelt auf. Paulus betont, sie hätten keinen Anteil am Reich Gottes, verfielen also Gottes Gericht. Damit bekräftigt er seine Forderung in 1 Kor 6,1–6: Christen sollten interne Konflikte durch Vermittlung und Rechtsverzicht innerhalb ihrer Gemeinde beilegen und nicht gegeneinander vor heidnischen Gerichten prozessieren. Das entspricht 1 Kor 5,9–13 : Christen müssten die sexuell Zügellosen (pornei), Habgierigen, Götzenanbeter, Lästerer, Räuber oder Säufer unter ihren Mitchristen aus der Gemeinde ausschließen. Sie sollten aber nicht jeden Kontakt mit den „Unzüchtigen dieser Welt“ abbrechen, sondern Gott das Urteil über sie überlassen. Mit dem Oberbegriff porneia bezeichnet Paulus außereheliche, besonders von heterosexuellen Männern damals geübte Sexualität: etwa mit fremden Ehefrauen, Konkubinen, Prostituierten, Sklaven, als Inzest oder Päderastie.
Vor dem historischen Hintergrund, dass die nicht mit sozialer Ächtung oder Strafe bedrohten Erscheinungsformen gleichgeschlechtlichen Sexualverhaltens innerhalb der römisch-heidnischen Welt sich hauptsächlich zwischen Herren bzw. Sklavenhaltern einerseits und Sklaven bzw. Sklavenknaben anderseits vollzogen, zudem häufig mit dem Bereich der Prostitution eng verwoben waren oder direkt in Gestalt von Prostitution erschienen, wird klar, warum sich μαλακός und ἀρσενοκοίτης im 1. Korintherbrief jeweils auf den passiven (μαλακός, das heißt den Lustknaben) bzw. aktiven (ἀρσενοκοίτης, das heißt den erwachsenen, römischen Bürger als Sklavenhalter bzw. als jemand, der gegen Geld die Dienste zumeist versklavter männlicher Prostituierter in Anspruch nimmt) Partner im Rahmen einer in die Zusammenhänge von „Herr“ und „Sklave“ bzw. „Kunde“ und „Prostituierter“ eingebundenen Konfiguration der „römisch-priapisch“ strukturierten, antiken und daher vormodernen Sexualität beziehen: Es ging einerseits um Sexualbeziehungen zwischen freien Römern und Sklaven, also um ein deutliches rechtliches und gesellschaftliches Machtgefälle zwischen den Beteiligten, andererseits waren diese Kontakte oftmals in den Rahmen gleichgeschlechtlicher Prostitution eingebunden, im Osten des Imperium Romanum zudem möglicherweise auch noch verbunden mit dem Phänomen der kultischen Prostitution im Rahmen polytheistischer Gepflogenheiten.

#### Röm 1,24 und 1,26f: „ebenso die Männer …“
Der Brief des Paulus an die Römer entstand 56 in Korinth und richtet sich an eine nicht von Paulus gegründete, überwiegend heidenchristliche und verfolgte Gemeinde in Rom. Paulus entfaltet darin sein Verständnis Jesu Christi als rettende, zum Leben führende Glaubensgerechtigkeit für alle Völker (Röm 1,17). Im ersten Hauptteil (Röm 1,18–3,20) will er die Unentschuldbarkeit von Nichtjuden und Juden angesichts des in seiner Schöpfung offenbaren Willens Gottes aufweisen. Die „profetische Gerichtsrede“ gegen die Nichtjuden (Röm 1,18–32) stellt zunächst fest: Gottes Zorn decke alle Gottlosigkeit und Ungerechtigkeit der Menschen auf. Die Vernunft könne Gott von jeher aus seiner Schöpfung erkennen. Trotzdem hätten die Nichtjuden Gott nicht geehrt und ihm nicht gedankt, sondern seien „dem Nichtigen verfallen“ und hätten seine unvergängliche Herrlichkeit gegen Abbildungen vergänglicher Menschen und Tiere vertauscht. Das hatte schwerwiegende Folgen; Röm 1,24 : „Darum hat Gott sie dahingegeben in den Begierden ihrer Herzen in ⟨die⟩ Unreinheit, ihre Leiber untereinander zu schänden“.
Als erstes konkretes Beispiel dafür nennt Paulus in Röm 1,26f. :
Darum lieferte Gott sie entehrenden Leidenschaften aus: Ihre Frauen vertauschten den natürlichen Verkehr mit dem widernatürlichen; ebenso gaben die Männer den natürlichen Verkehr mit der Frau auf und entbrannten in Begierde zueinander; Männer trieben mit Männern Unzucht und erhielten den ihnen gebührenden Lohn für ihre Verirrung.
Darauf folgt ein Lasterkatalog für soziales „Tun, was nicht recht ist“, der mit dem Fazit endet: „Sie wissen, dass, die solches tun, nach Gottes Recht den Tod verdienen“, dennoch gefallen ihnen andere Unrechtstäter (1,28–32). Damit schließt sich der Argumentationsgang: So wie Menschen sich gegen Gott entschieden, obwohl Gott für sie erkennbar sei, so entschieden sie sich gegen sein ihnen bekanntes Recht und zögen so unvermeidbar sein Gericht auf sich.
Die Wendung „Darum lieferte Gott sie …aus“ verweist auf das biblische Prinzip des Tun-Ergehen-Zusammenhangs: Weil die Menschen den Schöpfer mit den Geschöpfen vertauschten, überließ Gott sie der Vertauschung ihrer Sexualität. Paulus erwähnte diese Praktiken nur im beschreibenden Teil des Römerbriefs, nicht in der Paränese für seine christlichen Adressaten; es scheint sich demnach um kein Problem innerhalb der römischen Gemeinde zu handeln. Auch Klaus Berger sieht als Folge dieser „Vertauschung von oben und unten“ eine „Vertauschung, so dass Männchen mit Männchen und Weibchen mit Weibchen verkehrten“.
Worin der Verkehr der Frauen „gegen die Natur“ (para physin) in Röm 1,26 besteht, wird verschieden gedeutet. Die traditionelle Auslegung sah darin lesbische Beziehungen, nämlich „Unzucht zwischen Weib und Weib“ (1955). Auch Marlis Gielen bezieht Röm 1,26 auf weibliche Homosexualität, weil 1,27 betont mit „ebenso“ beginnt, das Widernatürliche im Tausch des heterosexuellen gegen den homosexuellen Verkehr sieht und Paulus im Kontext nicht mit der Zeugung neuen Lebens argumentiert. Sie verwies auf 1 Kor 7,2–5, wonach Sexualität im Rahmen der Ehe auch zur Triebbefriedigung dient. Demnach würde Röm 1,26 als einzige Bibelstelle explizit weibliche Homosexualität erwähnen. Dies erklärt Gielen damit, dass Paulus sexualethische Themen auch sonst immer aus weiblicher und männlicher Perspektive erörterte.
Antike jüdische Texte verstanden unter „widernatürlichem“ Geschlechtsverkehr von Frauen die in Lev 18,23 und 20,16 streng verbotene Zoophilie. Hätte Paulus diese gemeint, so wäre es naheliegend, das erstens zu sagen, und zweitens solche Zoophilie auch bei Männern zu erwähnen.
Laut Clemens von Alexandria und Johannes Chrysostomos beziehe sich 1,26 auf weibliche Homosexualität, während Augustinus von Hippo darunter heterosexuellen Analverkehr versteht. Auch Martin Stowasser zufolge meint 1,26 Analverkehr von Männern mit Frauen als Empfängnisverhütung. Es wird die Vermutung geäußert, dass Paulus jede Sexualität, die nicht der Fortpflanzung dient, als widernatürlich betrachtet hätte. Gegen diese Deutung spricht jedoch, dass Paulus eine solche Praxis nur den Frauen vorwirft, nicht aber den ebenso beteiligten Männern.
Michael Theobald bezweifelt, dass Paulus in 1,26 lesbische Liebe verurteilte, da diese weder im AT noch in der jüdischen Tradition erwähnt wurde. Hinter der Gerichtsrede stehe das Argument der geschaffenen Polarität von Mann und Frau zur Vermehrung (Gen 1,26–28). Als „naturgemäß“ (kata physin) habe im Judentum wie im Hellenismus seit Platons „Timaios“ nur auf Fortpflanzung zielende Sexualität gegolten.
Die Wortwahl in Röm 1,27 theleiai („Weibliches“) für Frauen, arsenes („Männliche“) für Männer wird oft als Anspielung auf Gen 1,27 gedeutet. Die Septuaginta übersetzte diesen Vers der Schöpfungsgeschichte mit denselben Worten. Das Wort physis bedeutete in der damaligen Stoa die harmonisch geordnete „Natur“, die Paulus mit der „Schöpfung“ (ktisis, Röm 1,20.25) gleichsetzte. Daraus folgert Marlis Gielen, Paulus habe Homosexualität als eklatante Abkehr von der Gottebenbildlichkeit des Menschen als Mann und Frau verurteilt. Denn nur in der Einehe hatte Sexualität für ihn ihren schöpfungsgemäßen Ort (1 Kor 7,2–5). Deshalb habe Paulus sich Homosexualität nur als bewusste Abkehr von „natürlicher“ Heterosexualität vorstellen können. Sie sei für ihn eine Form der „Unzucht“ gewesen, die jeden bedrohe, der Sexualität nicht innerhalb der Ehe auslebe.

#### 1 Tim 1,10: „mit Männern schläft“
1 Tim 1,10: Das Gesetz ist … nicht für den Gerechten bestimmt, sondern für Gesetzlose und Ungehorsame, für Gottlose und Sünder, für Menschen ohne Glauben und Ehrfurcht, für solche, die Vater oder Mutter töten, für Mörder, Unzüchtige, mit Männern Schlafende, Menschenhändler, für Leute, die lügen und Meineide schwören und all das tun, was gegen die gesunde Lehre verstößt.
Hier lehrte Paulus um 68 wie schon um 48 im Galaterbrief die Bedeutung der Tora für Christen: Das „Gesetz“ sei eben für gesetzlose Menschen bestimmt, um deren Sünden aufzudecken. Damit grenzte er sich gegen judenchristliche „Irrlehrer“ in seinen Gemeinden ab, die das Einhalten kultischer Toragebote weiterhin zur Heilsbedingung auch für Heidenchristen machten. Dabei ging Paulus von der Weitergeltung vor allem des Dekalogs für alle Christen aus. Sein Lasterkatalog stellt analog zu den „Gräueln“ in der Tora verschiedene, für Christen inakzeptable Verhaltensweisen zusammen. Die Liste orientiert sich am ersten und vierten bis achten Gebot des Dekalogs (Gott allein ehren, Vater und Mutter ehren, nicht morden, nicht die Ehe brechen, nicht stehlen, nicht falsch aussagen).
Die arsenokoites bezeichnen wie in 1 Kor 6,9 männliche Homosexuelle. Sie verstießen für Paulus wie heterosexuelle „Unzüchtige“ gegen das Ehebruchverbot. Praktizierte Homosexualität war für ihn also ein mit Ehebruch, Mord und Raub gleichrangiger Bruch des Gotteswillens. Alle aufgezählten Vergehen verstießen für ihn gegen die „gesunde Lehre“, nämlich die dem Evangelium zu- und untergeordnete, von Jesus Christus endgültig erfüllte und maßgebend ausgelegte Tora. Demnach galt für Homosexuelle dasselbe Heilsangebot wie für alle anderen „Gesetzlosen“: Die Zusammenstellung schließt eine endgültige Verdammung Homosexueller aus.

#### Jud 7: „Unzucht“ in Sodom
Der Judasbrief warnt seine Leser vor „Gottlosen“ (Irrlehrern) in der eigenen Gemeinde (Vers 4). Mit Beispielen aus der biblischen Vergangenheit (Vers 5–7) veranschaulicht er den Zusammenhang zwischen moralischem Fehlverhalten und Gottes Gericht (Vers 7): „So sind auch Sodom und Gomorra sowie die umliegenden Städte, die gleicherweise wie sie Unzucht getrieben haben und anderem Fleisch nachgegangen sind, zum Beispiel gesetzt und leiden die Pein des ewigen Feuers.“ Mit diesen Sodomitern vergleicht er die Irrlehrer seiner Gegenwart, denen also dasselbe Gericht drohe (Vers 8): „Ebenso sind auch diese Träumer, die ihr Fleisch beflecken, jede Herrschaft verachten und die himmlischen Mächte lästern.“
In Levitikus 18 und 20 finden wir „Unzuchtskataloge“. Diese zeigen, was vom AT her zur „Unzucht“ gerechnet wurde: u. a. Homosexualität, nicht aber Sex mit Engeln. Aus welchem konkreten Grund Sodom und Gomorra bestraft wurden, wird im Bericht in Genesis 19 nicht gesagt. Aber da viele Männer mit den beiden von Lot eingeladenen Männern Sex haben wollten, und da ihre Sünde im Judasbrief als „Unzucht“ bezeichnet wird, kann man schließen, dass sie stark in homosexueller Praxis verstrickt waren.
Die Wendung „anderem Fleisch nachgehen“ (wörtlich: „nach einem anderen Fleisch gehen“) wurde oft als homosexuelles Verhalten gedeutet. Einige Bibelausgaben übersetzen sie mit „un-“ oder „wider-natürlicher Lust“ und tragen damit eine im Wortlaut nicht enthaltene Deutung ein. Einige Exegeten haben diese Deutung zurückgewiesen: Die Wendung könne nicht homosexuellen Verkehr bezeichnen, da sie gerade die Unterschiede der Beteiligten betone. Gemeint sei im Kontext eine sexuelle Inkompatibilität zwischen Menschen und Engeln. Auch außerhalb des NT wurde homosexuelles Verhalten im Griechischen nicht als Umgang mit „anders geartetem Fleisch“ umschrieben.
Dass Männer in Sodom mit den beiden Gästen Sex haben wollten und dazu auch Gewalt anwandten, zeigt ihre Einstellung. Aber die Gründe für die Bestrafung der beiden Städte lagen zeitlich davor – die Engel kamen ja gerade deswegen dorthin, weil die Städte verrucht waren. Die nicht ausgeführte Absicht der Sodomiter war also nicht der ursprüngliche Grund der Bestrafung. Den Städten wird von Judas vorgeworfen, Unzucht getrieben zu haben – damit ist nicht eine bloße nicht ausgeführte Absicht gemeint. Dass sie hinter anderem Fleisch herliefen, kam noch dazu. Aber es ist unklar, ob die Sodomiter überhaupt wussten, dass es sich um Engel handelte. Sie sprachen von den zwei „Männern“, die von Lot ausgeliefert werden sollten.
Die Verbindung von göttlichen mit menschlichen Wesen beurteilte die jüdische Auslegungstradition, etwa der Äthiopische Henoch, zeitlich parallel zum Urchristentum als schweres, unvergebbares Vergehen, für das Gott die gefallenen Engel ewig gestraft habe. Die Bezeichnung „ewiges Feuer“ entsprach der damaligen jüdischen Auslegung von Gen 19, die ein unterirdisches Weiterwirken des Gerichts über Sodom und Gomorrah annahm.

#### 2 Petrus 2,6–8: Sodom und Gomorra
Der 2.Petrusbrief ähnelt im 2. Kapitel dem Judasbrief. Ein konkreter Bezug auf Homosexualität ist dort kaum erkennbar. Es heißt dort:
„Auch die Städte Sodom und Gomorra hat er eingeäschert und zum Untergang verurteilt, als ein Beispiel für alle Gottlosen in späteren Zeiten. Den gerechten Lot aber, der unter dem ausschweifenden Leben der Gottesverächter litt, hat er gerettet; denn dieser Gerechte, der mitten unter ihnen wohnte, musste Tag für Tag ihr gesetzwidriges Tun sehen und hören, und das quälte den gerechten Mann Tag für Tag. Der Herr kann die Frommen aus der Prüfung retten; bei den Ungerechten aber kann er warten, um sie am Tag des Gerichts zu bestrafen, besonders die, die sich von der schmutzigen Begierde ihres Körpers beherrschen lassen und die Macht des Herrn verachten. Diese frechen und anmaßenden Menschen schrecken nicht davor zurück, die überirdischen Mächte zu lästern …“ (2 Petr 2,6-8 )
Die am Gegensatz von „Gottlosen“ zu „Gerechten“ orientierte Wortwahl ähnelt Römer 1, so dass der Autor als Paulusschüler gilt. Die Erwähnung einer „Ehebrecherin“ verweist auf heterosexuelle Promiskuität mit Prostituierten.